# Palandrana

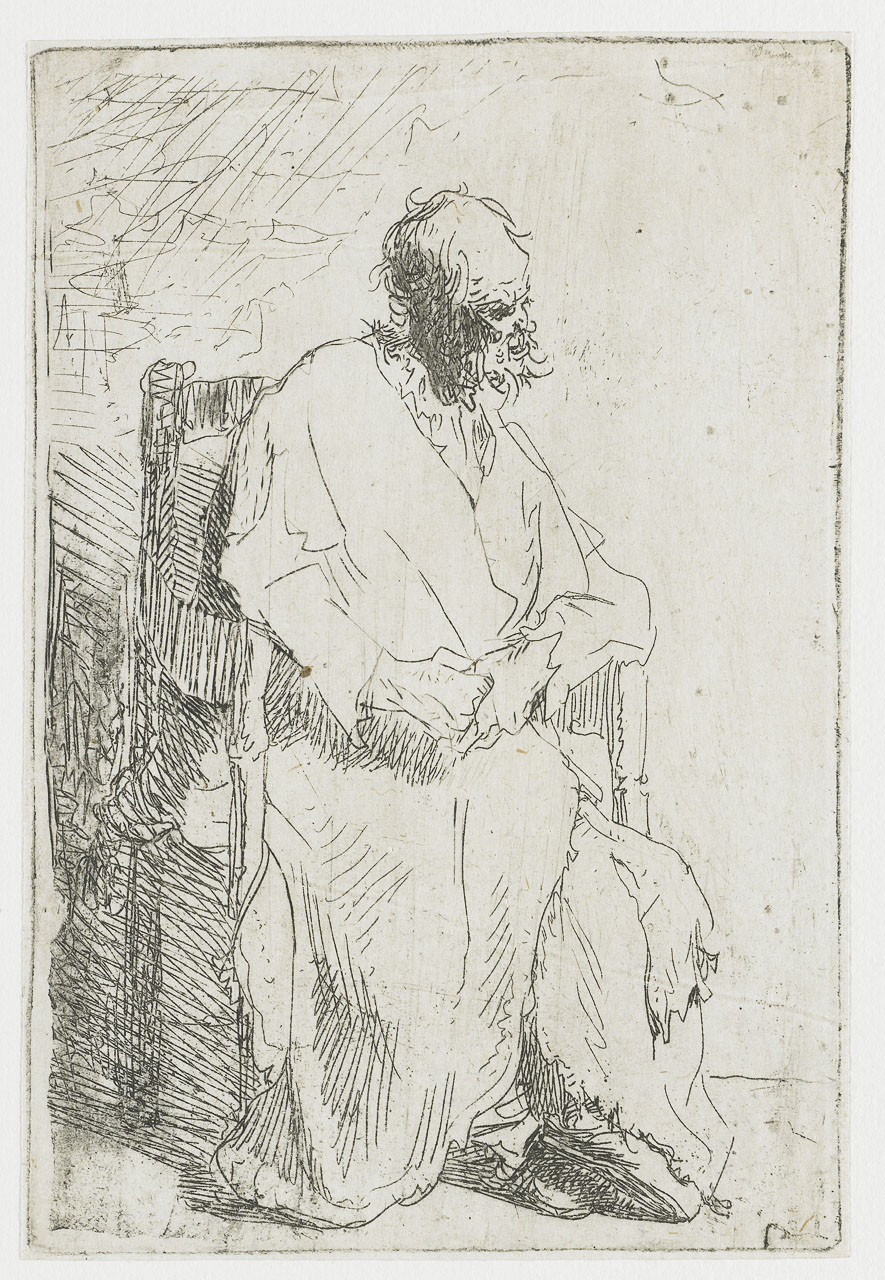
Acquaforte di Rembrandt raffigurante un uomo che indossa una palandrana (ca. 1630)

La palandrana, più raramente palandrano, è un soprabito maschile ampio e lungo, con maniche svasate e senza tasche e cinture.

## Etimologia e storia
L'etimologia della parola "palandrana" è incerta. Stando a quanto riporta il Dizionario etimologico della lingua italiana di Ottorino Pianigiani, la parola indicava i vestiti indossati dai marinai delle palandre. Secondo altre ipotesi offerte da vari linguisti, "palandrana" proviene dall'antico alto tedesco wallandære ("vagabondare"), che trova delle correlazioni con i mantelli usati dai viaggiatori e pellegrini, o al francese houppelande, che ha origine oscura.
La palandrana si affermò nel tredicesimo e quattordicesimo secolo e continuò a essere utilizzata fino al sedicesimo secolo dai professionisti e dagli anziani. Tra il diciassettesimo e diciottesimo secolo ebbe fortuna come abito da camera. Negli anni seguenti cadde in disuso.
Lo stesso termine indica, con diverso significato, un soprabito o mantello da donna impellicciato che ha fatto la sua comparsa in Francia nel XV secolo.

## Nella cultura
- La parola palandrana viene oggi usata, con un'accezione scherzosa, per indicare un vestito eccessivamente largo e lungo.[7]
- Il personaggio disneyano Paperon de' Paperoni indossa una redingote, definita nei fumetti italiani "palandrana".[8]